# Liarea aupouria
Liarea aupouria är en snäckart. Liarea aupouria ingår i släktet Liarea och familjen Pupinidae.

## Underarter
Arten delas in i följande underarter:
- L. a. aupouria
- L. a. tara